# Harry Oliver Bradley
Harry Oliver Bradley, né le 4 novembre 1929 à Welland en Ontario et décédé le 16 mars 1990, était un homme politique et un enseignant canadien. Il a été élu à la Chambre des communes du Canada lors des élections de 1962 en tant que membre du Parti progressiste-conservateur du Canada pour la circonscription de Northumberland. Il a perdu lors des élections de 1963.